# Фрассето
Фрассето (фр. Frasseto, корс. Frassetu) — коммуна во Франции, находится в регионе Корсика. Департамент коммуны — Южная Корсика. Входит в состав кантона Тараво-Орнано. Округ коммуны — Аяччо.
Код INSEE коммуны — 2A119.

## Население
Население коммуны на 2008 год составляло 125 человек.
| 1962 | 1968 | 1975 | 1982 | 1990 | 1999 | 2008 |
| ---- | ---- | ---- | ---- | ---- | ---- | ---- |
| 122  | 178  | 129  | 64   | 67   | 82   | 125  |

## Экономика
В 2007 году среди 58 человек в трудоспособном возрасте (15—64 лет) 35 были экономически активными, 23 — неактивными (показатель активности — 60,3 %, в 1999 году было 36,1 %). Из 35 активных работало 30 человек (21 мужчина и 9 женщин), безработных было 5 (3 мужчины и 2 женщины). Среди 23 неактивных 3 человека были учениками или студентами, 15 — пенсионерами, 5 были неактивными по другим причинам.
В 2008 году в коммуне насчитывалось 41 облагаемых налогом домохозяйств, в которых проживали 72 человека, медиана доходов составляла 16 962 евро на одного человека.